# Вибухи на авіабазі «Саки»
Вибухи на авіабазі «Саки» сталися 9 серпня 2022 року в селищі Новофедорівка в окупованому Росією Криму під час російського вторгнення в Україну.
Того ж дня російська влада заявила про відсутність пошкоджень військової техніки. Збройні сили України наступного дня заявили, що внаслідок вибухів було знищено 9 російських літаків. У вересні Генеральний штаб Збройних сил України повідомив, що це був український ракетний удар.

## Передумови

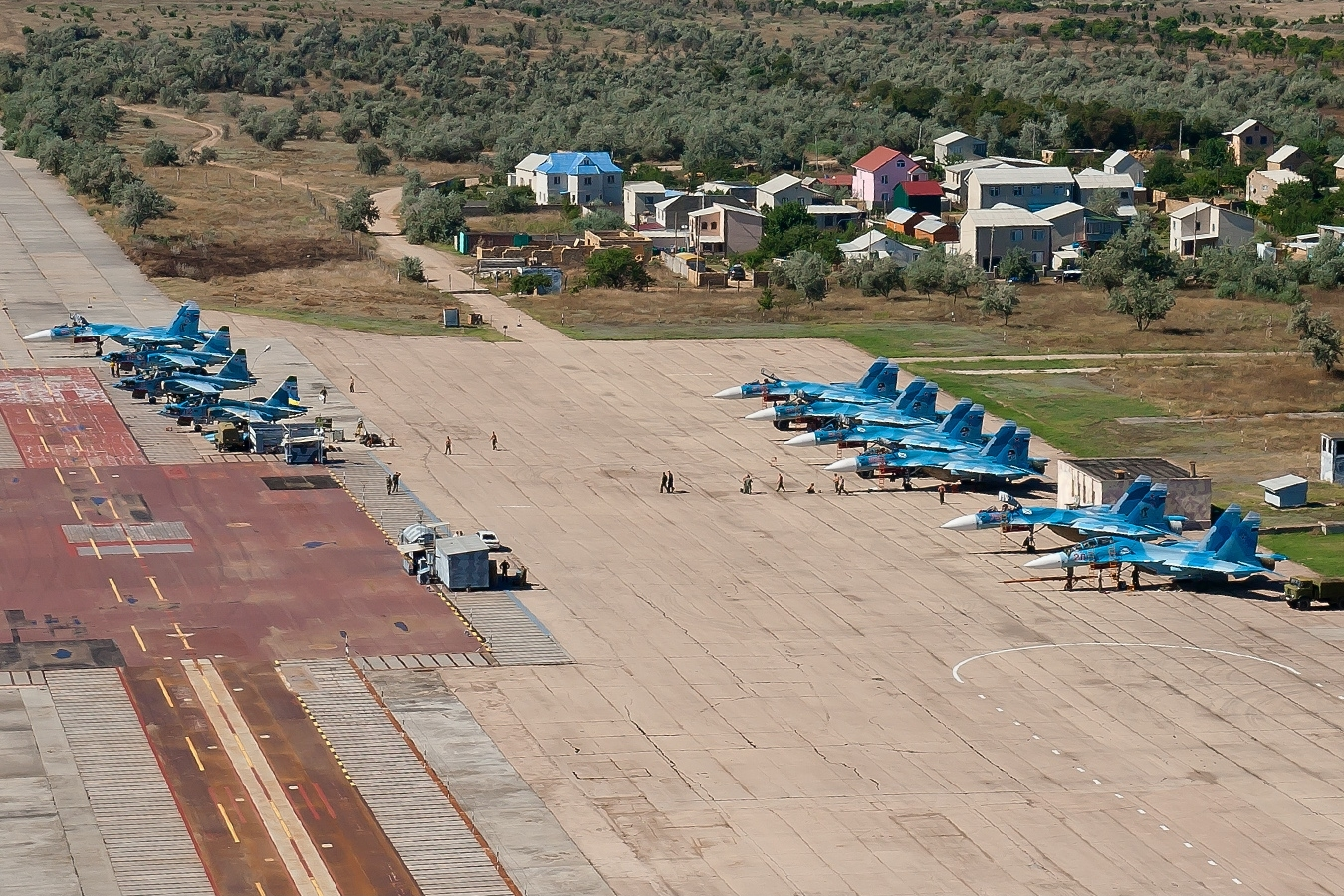
Авіабаза «Саки», 2010

Авіабаза «Саки» Збройних сил України розташована у Сакському районі АР Крим. Її захопили російські війська під час окупації Криму 2014 року. На авіабазі розгорнули 43-й окремий штурмовий авіаційний полк Повітряно-космічних сил Росії.
На цій базі окупанти розміщували здебільшого багатоцільові винищувачі Су-30СМ, бомбардувальники Су-24М і розвідувальні Су-24МР, військово-транспортний Іл-76 та іншу авіатехніку.
З початку російського вторгнення в Україну 24 лютого 2022 року російські війська використовували захоплену базу для зберігання авіаційних бомб і ракет, якими обстрілювали південь України: Запорізьку, Херсонську та Миколаївську області.

## Перебіг подій
9 серпня 2022 року, близько 15:20, на авіаційній базі «Саки» пролунала серія потужних вибухів: перші вибухи, потім два одночасні потужні вибухи в різних місцях, через деякий час пролунав третій потужний вибух. Очевидці називали різну кількість вибухів: спершу мова йшла про 4, потім про 6—7 і навіть до 15 вибухів. На супутникових знімках, за оцінкою видання «Мілітарний», було видно знищені будівлі та три кратери, на місці яких зберігали вибухонебезпечні предмети і які, ймовірно, були епіцентрами вибухів. Після вибухів на авіабазі розпочалася пожежа.
Після цього було помічено, що чимало туристів виїжджали з Криму до Росії, а російський державний туристичний сайт похвалився рекордом, встановленим 15 серпня за кількістю автомобілів, що перетинали міст через Керченську протоку.
Міністерство оборони України не взяло на себе відповідальності за вибухи.
Міністерство оборони Росії заявило, що причиною вибухів на аеродромі стала «детонація декількох авіаційних боєприпасів», причому додало, що «після вибуху на аеродромі ніхто не постраждав, авіаційна техніка не пошкоджена». Російська окупаційна влада заявила про сімох потерпілих, серед яких було начебто двоє дітей. Згодом було заявлено про одного загиблого. Керівник окупаційної адміністрації Сергій Аксьонов у відповідь на вибухи продовжив дію «жовтого рівня» терористичної загрози на півострові до 24 серпня 2022 року.
Того ж дня у селищі оголосили евакуацію. Серія несподіваних для населення вибухів стала причиною тимчасових автозаторів у Євпаторії.

## Версії
Видання «Нью-Йорк таймс» із посиланням на анонімне джерело — «високопоставленого українського військового» — написало, що за вибухами на аеродромі в окупованому Криму стоять українські сили і що удару завдали «зброєю українського виробництва».
Міністр оборони Великої Британії Бен Воллес припустив, що факт двох окремих вибухів вказував на сплановану подію, а не на випадковий інцидент.
ЗМІ припустили, що вибухи могли статися через дії українських спецпризначенців і партизанів. Так, видання «Вашингтон пост», посилаючись на анонімне джерело — «співрозмовника в українському уряді», повідомило, що вибухи на авіабазі — справа рук бійців Сил спеціальних операцій.
Російська пропагандистка Маргарита Симоньян написала в Telegram-каналі, що вибухи можуть бути диверсією чи навіть чиїмось «головотяпством».
У соцмережах припускали, що, можливо, ЗСУ використали ОТРК «Грім-2» («Сапсан») або ж протикорабельний комплекс «Нептун», адаптований для ударів по наземних об'єктах. За оцінкою українського видання «Defense Express», такі припущення є малоймовірні, оскільки на той час не існувало жодних доказів наявності на озброєнні ЗСУ ані «Грому», ані ракет «Нептуна», здатних завдавати ударів по цілях на землі, і більш реалістичними є варіанти використання ATACMS, Harpoon Block II+ ER або SLAM-ER. Проте, видання «Defense Express» не виключили варіант, що удар по складах з боєприпасами завдали українським безпілотником.
7 вересня 2022 року, у спільній статті Залужного та Забродського на ресурсі Укрінформ під назвою «Перспективи забезпечення воєнної кампанії 2023 року: український погляд» було вперше офіційно заявлено, що по аеродрому Саки був завданий ракетний удар Збройними Силами України.

## Наслідки

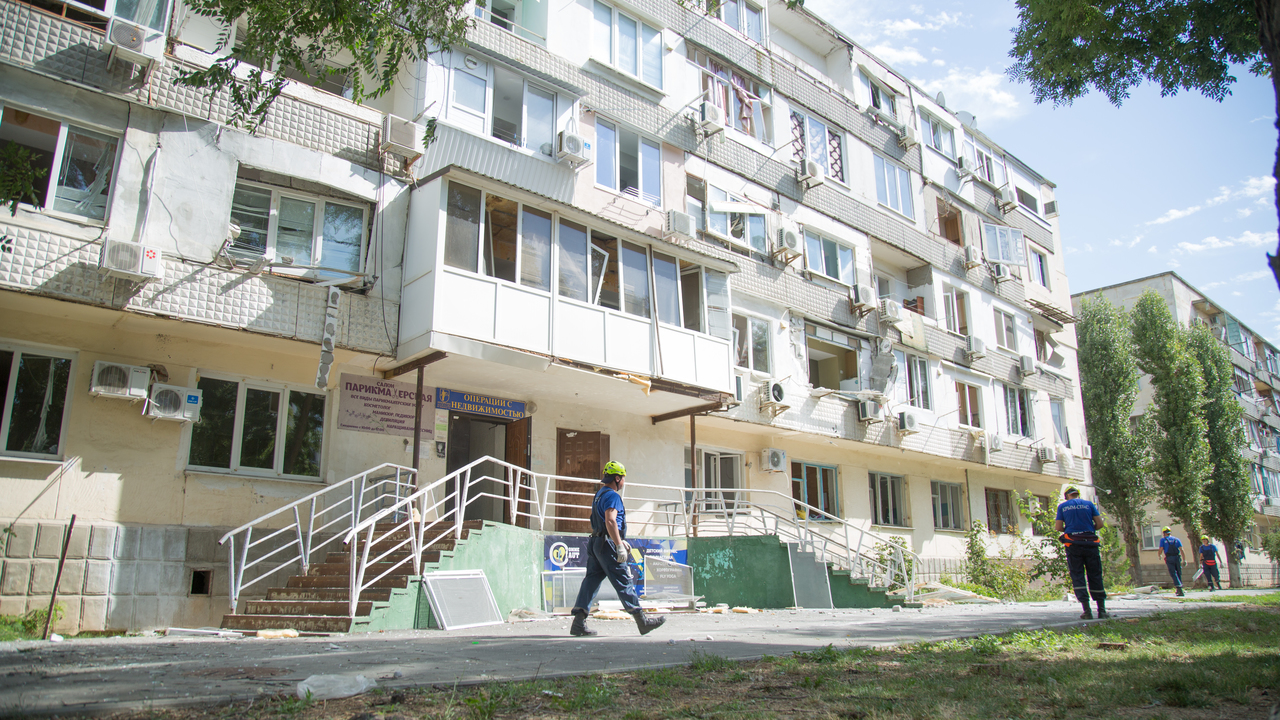
Вибите скло в будинку поряд із летовищем

10 серпня окупаційна влада в Криму заявила, що кількість людей, які зазнали травм, зросла до 13, а одна людина загинула.
10 серпня ЗСУ заявили, що внаслідок вибухів на авіабазі було знищено 9 російських літаків.
10 серпня опубліковані супутникові знімки наслідків вибухів, за допомогою яких дослідники сайту «Oryx» підтвердили знищення 10 російських літаків на авіабазі:
- 6 Су-24
- 4 Су-30М
- 1 Су-24 пошкоджено.

За даними видання «Мілітарний», знищено щонайменше 8—9 літаків:
- 5 Су-24
- 3 Су-30СМ
- 1 Су-30СМ пошкоджено
- 3 Су-24 імовірно пошкоджені

Були знищені приміщення, подібні на склади, пошкоджені будівлі поруч із літаками та автотехніка персоналу аеродрому. Але, ймовірно, захищені сховища лишилися цілими.
З цивільної інфраструктури було пошкоджено 62 багатоповерхівки, 20 комерційних об'єктів, а також приватні будинки. У будинках Новофедорівки вибиті вікна та двері, а також відсутнє газопостачання.